# Alburnus filippii
Alburnus filippii är en fiskart som beskrevs av Kessler, 1877. Alburnus filippii ingår i släktet Alburnus och familjen karpfiskar. Inga underarter finns listade i Catalogue of Life.